# Scyllarus chacei
Scyllarus chacei е вид десетоного от семейство Scyllaridae. Видът не е застрашен от изчезване.

## Разпространение и местообитание
Разпространен е в Американски Вирджински острови, Ангуила, Антигуа и Барбуда, Аруба, Барбадос, Бахамски острови, Бермудски острови, Бонер, Бразилия (Алагоас, Баия, Пара, Пернамбуко, Рио Гранди до Норти, Рио де Жанейро, Сеара и Сержипи), Британски Вирджински острови, Гваделупа, Гвиана, Гренада, Доминика, Доминиканска република, Кайманови острови, Куба, Кюрасао, Мартиника, Мексико, Монсерат, Пуерто Рико, Саба, САЩ (Джорджия, Северна Каролина, Флорида и Южна Каролина), Свети Мартин, Сейнт Винсент и Гренадини, Сейнт Китс и Невис, Сейнт Лусия, Сен Бартелми, Сен Естатиус, Синт Мартен, Суринам, Тринидад и Тобаго, Търкс и Кайкос, Френска Гвиана, Хаити и Ямайка.
Обитава крайбрежията на морета и заливи.